# Lilia Carrillo
Lilia Carrillo (2 de noviembre de 1930 - 6 de junio de 1974) fue una pintora mexicana de la Generación de la Ruptura, activa entre finales de la década de 1950 hasta su fallecimiento en 1974.

## Trayectoria profesional

### Formación
Lilia Carrillo recibió una educación artística en el estilo tradicional, pues a la edad de 17 años ingresó a la Escuela de Pintura, Escultura y Grabado "La Esmeralda", donde fue alumna de Manuel Rodríguez Lozano, Agustín Lazo, Pablo O'Higgins, entre otros. Tras graduarse, convencida por el artista Juan Soriano de viajar a París en la década de 1950 con el fin de que se familiarizará con las vanguardias, continuando su formación en la Academia de la Grande Chaumière a partir de ese momento su estilo comienza a divergir, pues su trabajo comenzó a mostrar una cercanía con el informalismo abstracto.

### Años 1950
Al terminar su carrera en París, comenzó a dar exposiciones por Francia. La primera realizada en la Maison du Mexique y la otra en 1954 en la colectiva Artistas Extranjeros en Francia. Residió por un tiempo breve en Europa, exhibió su obra y recibió la influencia de las vanguardias, como el cubismo, el surrealismo, el expresionismo abstracto e informalismo abstracto. Durante esa década ganó reconocimiento y en 1956 regresó a México para seguir trabajando. Tan solo dos años más tarde, comenzó a realizar exposiciones en la galería Antonio Souza.  Lilia comenzó a ser reconocida en México y fue invitada a participar en algunas exposiciones celebradas en el Museo de Arte Moderno de México. Lilia abandona el estilo geométrico abstracto con el cual había pintado algunas obras famosas como su Auto Retrato en 1950 y se entrega libremente a la expresión (des)figurativa.

### Años 1960
En 1960 se casó con Manuel Felguérez. Más tarde exhibió su obra en Estados Unidos, Japón, Perú, Colombia, Cuba y España. Participó en la muestra Confrontación 66 en el Palacio de Bellas Artes y, por lo tanto, se vio involucrada en el enfrentamiento entre las nuevas tendencias y los representantes de la Escuela Mexicana de Pintura, lo que dio lugar a la llamada Generación de la Ruptura, reconociendo su papel como la iniciadora en México del informalismo abstracto, también incursionó con gran fortuna en las artes escenográficas y coreográficas.

### LaRuptura
Mientras que ella y su esposo el artista abstracto Manuel Felguérez luchaban porque se aceptaran sus obras, aún vendiendo arte folclórico y artesanías mexicanas para sobrevivir, eventualmente tiene éxito y sus pinturas son expuestas en grandes salones de la Ciudad de México y otras ciudades del mundo. Su obra formó parte de la exhibición inaugural del Museo de Arte Moderno en la Ciudad de México en 1964. 
En 1951, Lilia Carrillo sufrió una caída de un andamio que tuvo repercusiones veinte años después, provocándole un aneurisma en la médula espinal. Siguió pintando durante cuatro años de hospitalizaciones y tratamientos médicos. Murió en 1974 a los 43 años de edad, dejando su última obra a la que se le tituló Inconclusa. Quedó en la memoria de sus contemporáneos como una mujer pionera en el arte abstracto mexicano, con un grato recuerdo y aprecio por los artistas de su época.
Luego de su muerte en 1974, su obra ha sido elogiada por el Palacio de Bellas Artes y ha sido expuesta en numerosas exposiciones.

## Habilidades Artísticas
Jaime Moreno Villarreal escribió un libro sobre la vida de Lilia Carrillo el cual comienza de la siguiente manera: Posó una mano sobre el escote con un gesto recatado que era también de afirmación, como si dijera simplemente: yo. Así mismo el autor relata que quienes convivieron con ella, al recordarla, siempre mencionan sus ojos grandes y expresivos, e inmediatamente después su silencio. Al dejar la palabra inarticulada Lilia Carrillo señala lo que está viendo. Dentro de ella.” La pintura de Lilia se centraba en su yo interno, donde el lenguaje de las figuras es restado, y en su lugar estas son reemplazadas por las manchas, los trazos, los destellos; para que de esta manera el lenguaje del silencio tenga una presencia, junto con la pausa y el acallamiento poético.
Después de este estilo realista, que se observa en su autorretrato, la artista dio paso al constructivismo libre, el cual se caracterizó por estar saturado de modulaciones y profundidades del espacio, en las piezas La Laguna y La Ciudad de Andrómeda se ve plasmado este estilo.
Más adelante la artista forja un estilo propio, donde deconstruye la forma, es decir realiza grafos, difuminaciones de áreas de color, que al mismo tiempo forman gradaciones de luz y sombra, también realiza atisbos, enigmas, oscilaciones entre el blanco y el negro, así mismo el siena con tonos pendulantes entre sí que envuelven algún rojo, azul o amarillo.
Los cuadros de Lilia tienen cierto vínculo con los colores de Rufino Tamayo, con el tratamiento del espacio del chileno Roberto Matta, los efectos lumínicos de Ashile Gorky y la luminosidad de fondo de María Helena Vieira da Silva.